# Mariä Himmelfahrt (Kastl)

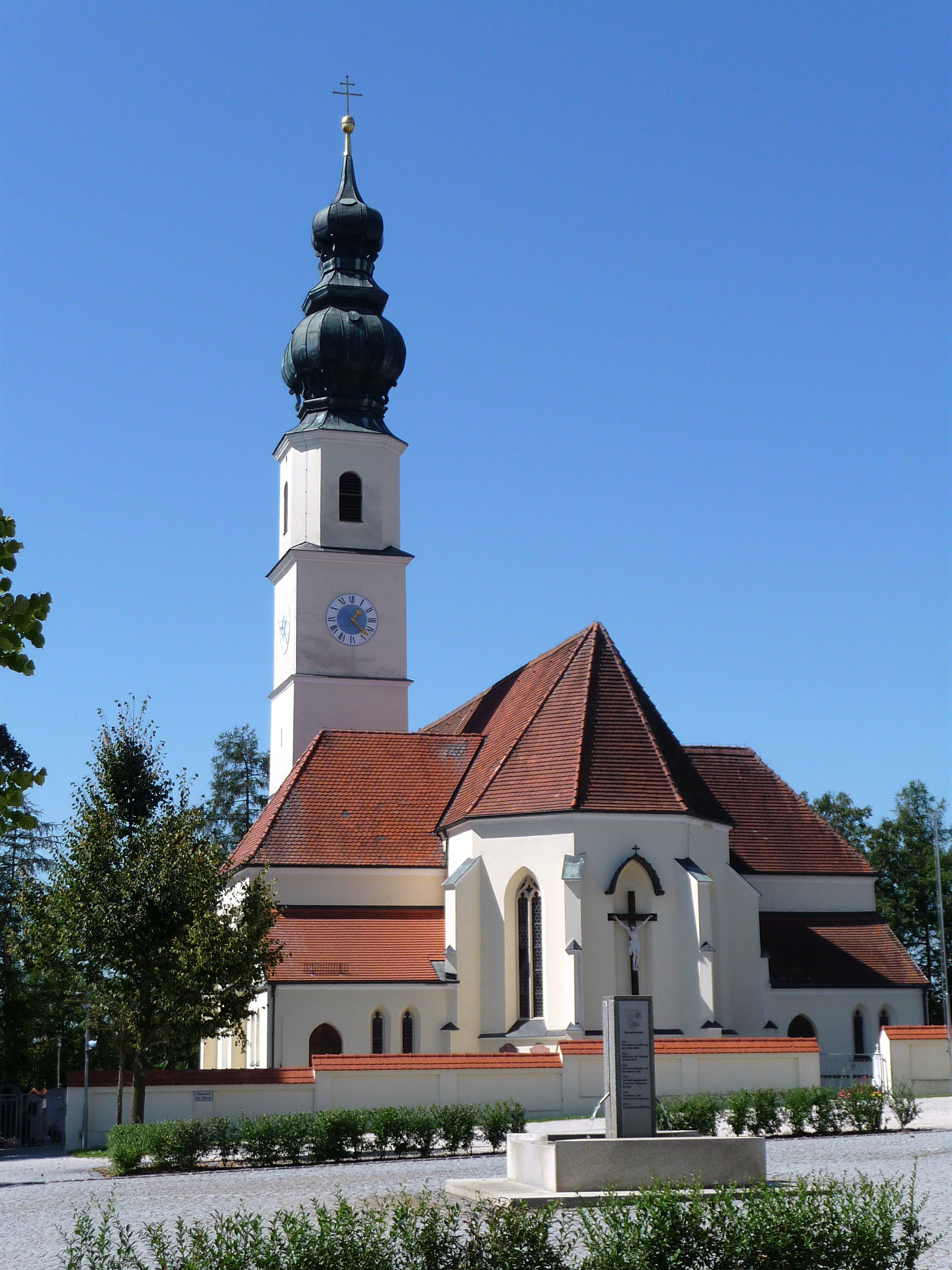
Pfarrkirche Mariä Himmelfahrt in Kastl

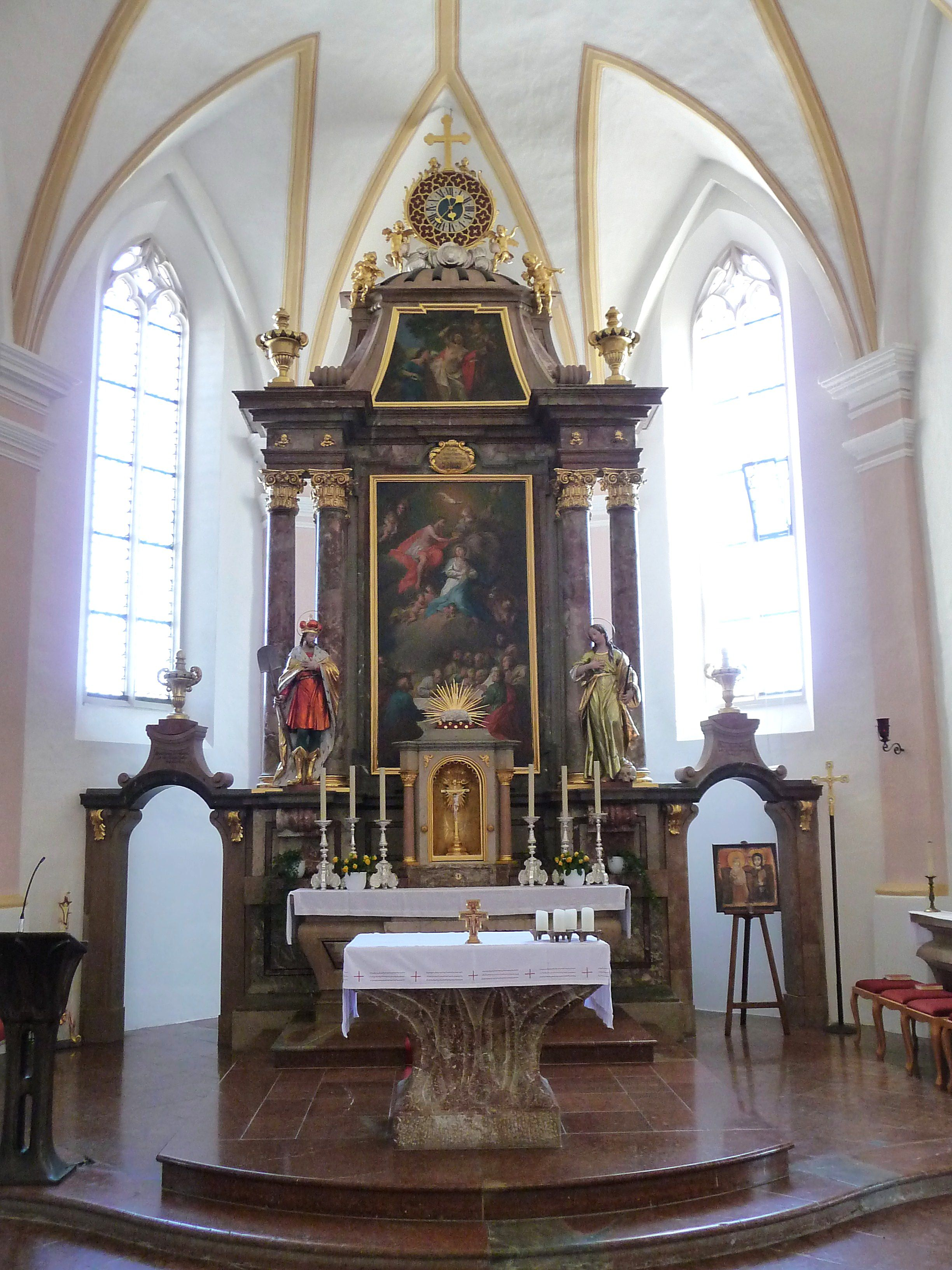
Hochaltar

Die Pfarrkirche Mariä Himmelfahrt ist die katholische Dorfkirche von Kastl. Der spätgotische Bau wurde zwischen 1503 und 1508 in der Ortsmitte errichtet. Ursprünglich war die Kirche dem Märtyrer Kastulus geweiht, der auch für den Ort namengebend war. Seit Anfang des 19. Jahrhunderts trägt sie zusätzlich das Patrozinium des Festes Mariä Himmelfahrt.

## Geschichte
Die Kastuluskirche wurde erstmals im Jahr 1430 in einem Urbar des niederbayerischen Herzogs erwähnt. Vermutlich wurde sie um 1400 errichtet, nachdem die Chorherren des Kastulusstiftes in Moosburg den Herren des Kollegiatstifts in Altötting am 23. Januar 1393 eine Gebetsverbrüderung angeboten hatten. Ursprünglich war die Kirche Filiale der Waldpfarrei Altötting. In der Folge der Säkularisation wurde sie 1812 zur eigenen Pfarrei erhoben.
Der zwischen 1503 und 1508 errichtete zweite Kirchenbau erfuhr mehrere bauliche Veränderungen. Infolge eines Blitzeinschlages brannte 1766 der Turm der Kirche. Bei der Wiederherstellung wurde das Turmobergeschoss barock erneuert. 1768 wurde die südliche Fassade der Kirche neu gestaltet, neben dem Chor erhielt die Kirche einen Anbau, der als Sakristei genutzt wurde.
Im Innenraum wurde 1780 ein neuer steinerner, mit Marmorsäulen flankierte Hochaltar aufgestellt. Das Altarbild – eine Arbeit des Salzburger Malers Franz Nikolaus Streicher – stellt die leibliche Aufnahme Mariens in den Himmel dar. Nach Plänen des Münchener Architekten Johann Baptist Schott wurde 1896 ein Querhaus eingezogen.